# معتمدية جندوبة الجنوبية
معتمدية جندوبة المدينة إحدى معتمديات ولاية جندوبة|الجمهورية التونسية، .